# Mácsonyavirágúak
A mácsonyavirágúak (Dipsacales) a valódi kétszikűek (eudicots) egyik rendje mintegy 1090 fajjal, amiket ma 2 család 45 nemzetségébe sorolunk. A rendszertanászok sokáig jól körülhatárolható rendnek tekintették, ám az utóbbi két évtized kutatásai jelentősen átrajzolták határait.

## Kialakulásuk
A rend mintegy 90–110 millió éve, a kora kréta korszakban önállósult.

## Elterjedésük
A rend kozmopolita, azaz képviselőit az egész Földön megtaláljuk.

## Jellemzésük
Fák és lágyszárúak egyaránt tartoznak ide. Leveleik átellenesen állnak; pálhalevelük nincs. Lehetnek tagoltak vagy összetettek; a szélük gyakran bemetszett.
Virágzatuk rendszerint végálló, bogas vagy fészkes. Virágzatuk laza álernyő, de a kocsányok hiánya miatt tömör virágszerű virágzat (pseudanthium) is lehet. Virágaik aktinomorfak, ritkán zigomorfak vagy részaránytalanok, körönként többnyire öt-, esetleg négytagúak. Virágtakarójuk levelei rendszerint forrtak; forrt pártájukra az 1–5 porzó ránőtt. Virágporszemeik három magvúak. Termőjük szinkarpikus, 2–5 termőleveléllel.  Magházuk alsó állású, kevés anatropikus magkezdeménnyel.
Legősibb családjuk a pézsmaboglárféléké (Adoxaceae), amely a felső kréta és az korai paleocén korszakok körül vált le a törzsfejlődés közös vonaláról. Egyes rendszerezők a rend többi hat, egymáshoz közelebb álló családját egy nagy Dipsacaceae sensu lato családba egyesítik, és a molekuláris genetikai eredmények az ennél finomabb felosztást is jól támogatják. A hat közeli rokon család további, közös sajátosságai:
- az ortometil-flavonoidok és egyéb flavonoidok jelenléte;
- virágjuk általában zigomorf, a csésze kivételével;
- pártájukon gyakorta egysejtű szőrökkel társult nektáriumok nőnek.
- csészéjük vagy annak maradványai sok esetben az áltermés csúcsán marad(nak).

## Rendszerezés

### APG
Az APG II a következő családokat sorolja a kládba:
- Adoxaceae (Tahtadzsjánhoz hasonlóan ide tartozik a bodza (Sambucus)
- Caprifoliaceae
- Diervillaceae
- Dipsacaceae
- Linnaeaceae
- Morinaceae
- Valerianaceae

Az APG III-rendszer a Diervillaceae, Dipsacaceae, Linnaeaceae, Morinaceae és Valerianaceae családokat összevonja egy kibővített Caprifoliaceae családba, és alcsaládokként kezeli (az Adoxaceae változatlan):
- Adoxaceae
- Caprifoliaceae
  - Caprifolioideae
  - Diervilloideae
  - Dipsacoideae
  - Linnaeoideae
  - Morinoideae
  - Valerianoideae

### Cronquist
Cronquist rendszere az Asteridae alosztályba helyezi a rendet a következő családokkal: Adoxaceae, Caprifoliaceae, Dipsacaceae, Valerianaceae?

### Tahtadzsjan
Tahtadzsján a Cornidae alosztályba helyezi el a Dipsacanae főrendet, melyben három rendre osztja szét a családokat:
- Viburnales
Viburnaceae (Cronquistnál: Caprifoliaceae)
- Adoxales (APG II: Adoxaceae syn. Sambucaceae)
Sambucaceae (Cronquistnál: Caprifoliaceae)
Adoxaceae
- Dipsacales
Caprifoliaceae
Valerianaceae
Triplostegiaceae (Cronquistnál: Valerianaceae)
Dipsacaceae
Morinaceae (Cronquistnál: Dipsacaceae)